# Jamesbaai
De Jamesbaai (Engels: James Bay, Frans: Baie James) is een baai aan het zuideinde van de Hudsonbaai in Canada. Het gebied ten westen van de Jamesbaai hoort bij de provincie Ontario en het gebied ten oosten van de baai hoort bij Quebec. Enkele eilanden in de baai horen bij het territorium Nunavut, waaronder Akimiski-eiland, het grootste eiland in de baai.

## Geografie
Honderden rivieren stromen naar de Jamesbaai, waaronder de La Grande, Rupert, Albany en Moose. Een groot deel van het jaar is de baai dichtgevroren. De oostelijke kust van de baai vormt de oostgrens van het Canadees Schild. Het terrein ten oosten van de baai is rotsig en heuvelachtig met taigawouden. Het gebied ten westen van de baai wordt daarentegen gekenmerkt door toendravlaktes. Een groot deel van dit gebied valt onder het Polar Bear Provincial Park, het grootste natuurgebied van Ontario. Het zuidelijkste deel van de baai, Hannay Bay, is een beschermd vogelgebied en valt ook onder de Conventie van Ramsar als beschermd draslandgebied.

## Demografie
Het gebied rond de baai is spaarzaam bevolkt. De belangrijkste bevolking wordt gevormd door verschillende inheemse bevolkingsgroepen, waaronder de Kashechewan First Nation en negen Creegemeenschappen. De regionale overheid Eeyou Istchee Baie-James in Quebec is vernoemd naar de Jamesbaai.

## Geschiedenis
De Britse ontdekkingsreiziger Henry Hudson ontdekte de baai in 1610 tijdens zijn reis in de Hudsonbaai. De baai werd vernoemd naar Thomas James, een Britse ontdekkingsreiziger die de baai in 1630 en 1631 verder verkende. De Franse pelshandelaren Pierre-Esprit Radisson en Médard Chouart des Groseilliers vestigden in 1668 de eerste handelspost van de Hudson's Bay Company aan de Jamesbaai, bij de monding van de Rupert.
In 1971 begon de Canadese overheid met de aanleg van een aantal waterkrachtcentrales langs de Jamesbaai, in het noorden van Quebec. Dit waterkrachtproject, gelegen in de rivier La Grande die uitmondt in de baai, beslaat een gebied zo groot als de staat New York en produceert jaarlijks 83 terawattuur aan energie. Het project, waarbij grote gebieden onder water werden gezet, leidde tot conflicten met de inheemse bevolking (waaronder de Cree en Inuit), die niet betrokken werden bij de besluitvorming. In 1975 werd een overeenkomst getekend waarbij de inheemse bevolking 250 miljoen dollar in compensatie kreeg, alsmede jacht- en visrechten over een gebied van 170.000 km2.